# SN 2009fb
SN 2009fb – supernowa typu Ia odkryta 17 maja 2009 roku w galaktyce A145000+4455. W momencie odkrycia miała maksymalną jasność 19,10m.